# Křivatec luční

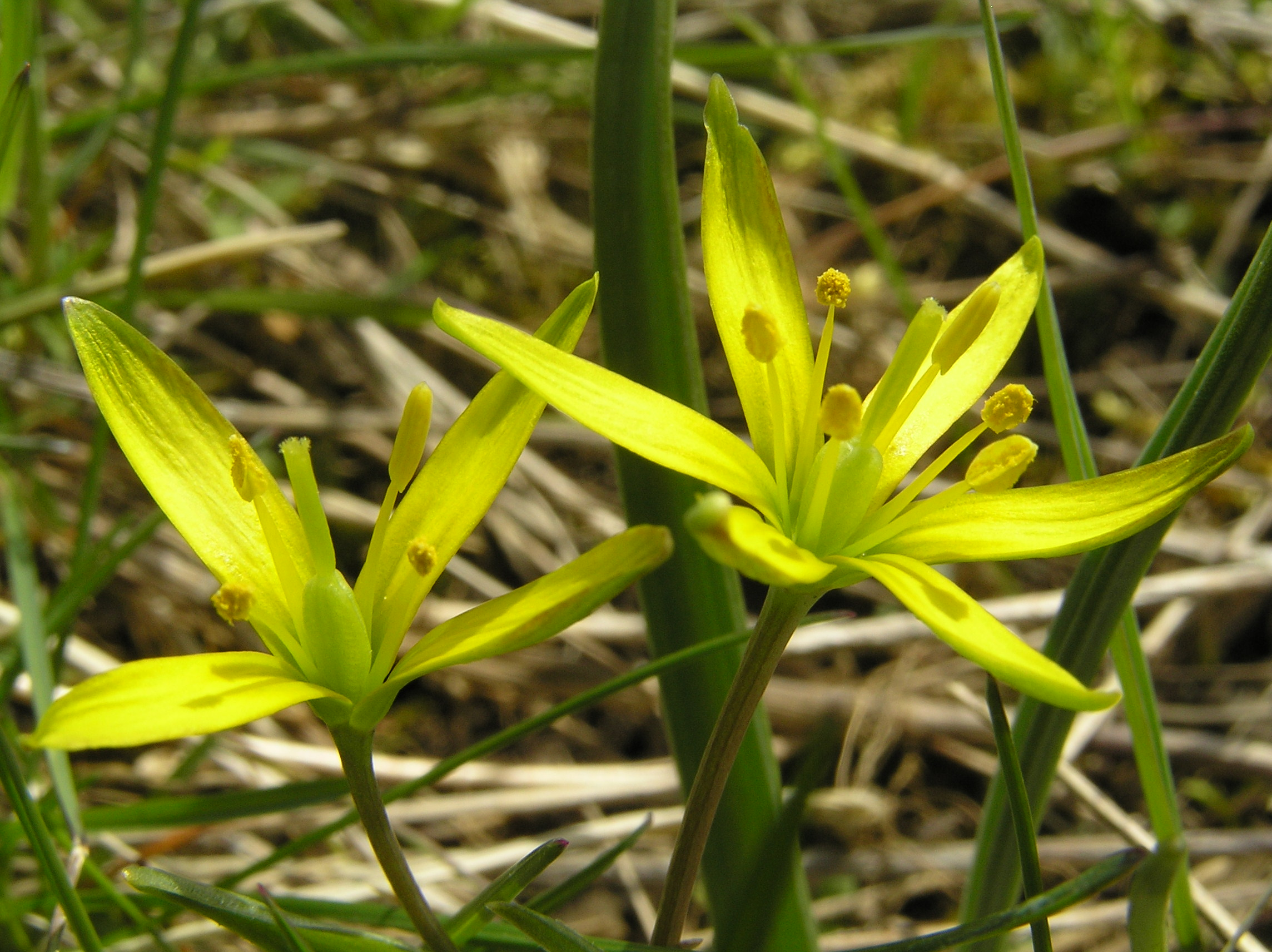
Pohled do květů

Křivatec luční (Gagea pratensis) je nízká, v České republice se řídce vyskytující cibulnatá rostlinka, která vykvétá brzy z jara žlutozelenými květy.

## Výskyt
Druh nacházející se v celé Evropě vyjma Britských ostrovů a Skandinávie, na východě zasahuje až do Malé Asie a evropské části Ruska. Vyrůstá v sušších, vápnitých, výživných půdách které jsou humózní a přitom propustné od nížin po pahorkatiny. V České republice se objevuje roztroušeně a to v teplejších oblastech na polích, travnatých stráních, písčinách, ve vinicích a u příkopů, upřednostňuje vysychavé půdy.

## Popis
Je to vytrvalá cibulnatá rostlina s lysou lodyhou dosahující nejvýše do 15 až 20 cm. V podzemí mimo mateřské cibule vyrůstají obvykle ještě další dvě, zřídka i čtyři krátce stopkaté cibule které jsou v době květu rostliny bez obalných šupin, někdy vyroste cibulka i v úžlabí lodyžního listu. Jeden vztyčený přízemní list rostoucí z cibule bývá čárkovitý, široce žlábkovitý, plochý o šířce 1 až 5 mm a dosahuje obvykle výše než květenství. Výše na lodyze roste dva až pět úzkých, čárkovitých, jemně brvitých lodyžních listů, spodní dorůstá výše než květenství.
Nad lodyžními listy roste na dlouhých lysých stopkách 1 až 5 květů, 2 až 3 cm velkých, které vytvářejí květenství lichookolík. Šest podlouhlých okvětních lístků, z vnitřní strany žlutých a z vnější zelenožlutých, vyrůstá ve dvou přeslenech.

## Rozmnožování
Rostlina vykvétá brzy z jara, nejčastěji v březnu a dubnu, za teplé zimy již koncem února. Koncem května jsou již zralé plody, jsou to vejčité tobolky s kulatými semeny bohatými na olej která rozšiřují po okolí hlavně mravenci. Nadzemní část rostliny i loňská cibule zasychají, přežívají pouze letošní cibulky.

## Význam
V minulosti byl křivatec luční považován za nepříjemný plevel, houževnaté cibulky se lehce roznášeny při zpracování půdy po polí. V současnosti není jeho výskyt na orné půdě velký a nejsou proti němu podnikána speciální opatření.